# Jonas Gahr Støre
Jonas Gahr Støre (Oslo, 1960. augusztus 25. –) norvég politikus, 2021-től miniszterelnök, a Munkáspárt vezetője.

## Élete
1981 és 1989 a Párizsi Politikai Tanulmányok Intézete hallgatója volt.
2003 és 2005 között a Norvég Vöröskereszt főtitkára volt.
2005-től a Második Stoltenberg-kormány tagja volt.
Støre 2009 óta a Storting tagja.
2014 óta a Munkáspárt vezetője.
Gahr Støre házas, három gyermeke van.

## Fordítás
- Ez a szócikk részben vagy egészben  a   Jonas Gahr Støre című holland Wikipédia-szócikk fordításán alapul.  Az eredeti cikk szerkesztőit annak laptörténete sorolja fel. Ez a jelzés csupán a megfogalmazás eredetét és a szerzői jogokat jelzi, nem szolgál a cikkben szereplő információk forrásmegjelöléseként.